# توم بيري (متسابق دراجات نارية)
توم بيري (بالإنجليزية: Tom Perry)‏ هو متسابق دراجات نارية بريطاني، ولد في 22 فبراير 1993 في Albrighton, Pimhill ‏ في المملكة المتحدة.

## وصلات خارجية
- الموقع الرسمي